# Garibaldi-Lake-Vulkanfeld
Das Garibaldi-Lake-Vulkanfeld (engl. Garibaldi Lake volcanic field) ist ein bis zu 2316 m hohes Vulkanfeld in der kanadischen Provinz British Columbia.

## Geologie
Das Garibaldi-Lake-Vulkanfeld entstand aus einer Gruppe von neun kleinen andesitischen Schichtvulkanen und basaltandesitischen Vulkanschloten im malerischen Gebiet des Garibaldi Lake unmittelbar nördlich des Mount Garibaldi während des Spät-Pleistozäns und Früh-Holozäns. Der älteste Schichtvulkan, The Black Tusk, entstand vor etwa 1,3 bis 1,1 Millionen Jahren. Es folgte eine Teilung durch Gletschereis, und neuerlicher Vulkanismus erzeugte den Lavadom und Lavaströme, die seinen Gipfel bilden. Andere pleistozäne Schlote sind entlang des Cheakamus River und von dort westwärts zu finden. Der Cinder Cone, östlich von The Black Tusk, erzeugte im Spät-Pleistozän und Früh-Holozän einen mit neun Kilometern ungewöhnlich langen Lavastrom.

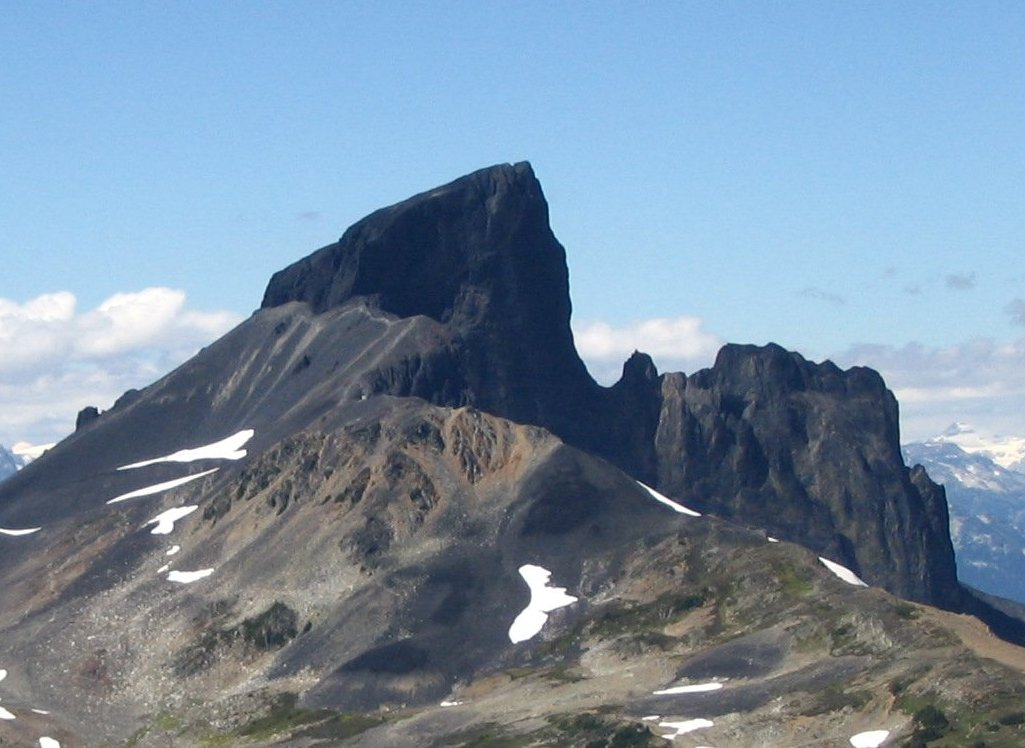
The Black Tusk, Südostansicht

Der Mount Price, westlich des Garibaldi Lake und fünf Kilometer südlich von The Black Tusk gelegen, entstand in drei Aktivitätsphasen, die vor 1,1 Millionen Jahren begannen. Die jüngste von ihnen erzeugte während des Früh-Holozäns zwei große Lavaströme vom Clinker Peak, die auf den zurückweichenden kontinentalen Eisschild trafen und The Barrier bildeten, welche den Garibaldi Lake aufstaut.
The Table ist ein steilwandiger andesitischer Tafelvulkan, ungefähr 3 km südwestlich des Mount Price und südlich des Garibaldi Lake gelegen. Er erhebt sich 305 Meter über vergletschertes Grundgestein. Der Tafelvulkan entstand durch die Effusion flacher Lavaströme inmitten erratischer Blöcke. Das Fehlen von Merkmalen der Erosion, die auf Vergletscherung zurückgeführt werden könnte, legt nahe, dass The Table ebenfalls im Früh-Holozän entstand.
Der Clinker Peak ist ein Schichtvulkan auf der Westschulter des Mount Price am Westufer des Garibaldi Lake. Er erzeugte vor etwa 9.000 Jahren zwei große Lavaströme.
Der Mount Brew ist ein subglazialer Vulkan, welcher zuletzt im Pleistozän ausbrach.

## Gefährdungen

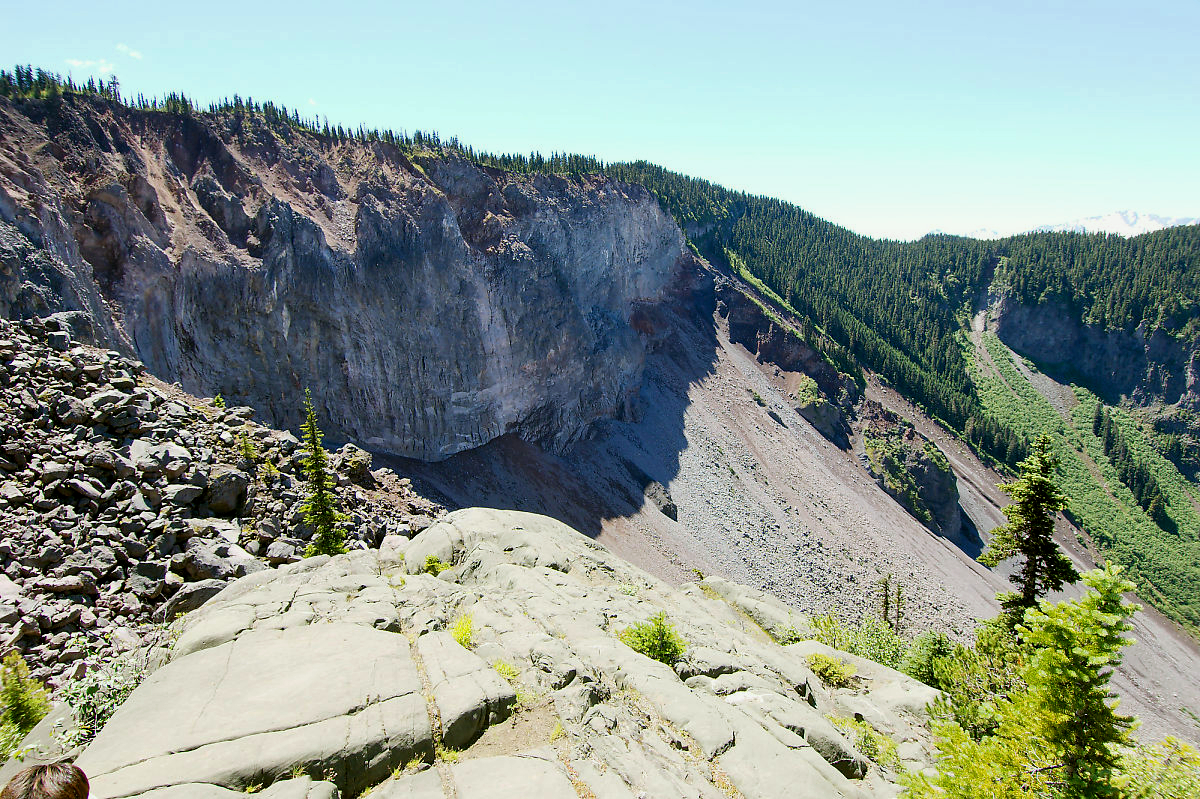
Das Felssturzgebiet am Rande von The Barrier

Künftige Eruptionen in der Region können die Gemeinden Whistler und Squamish gefährden. Selbst wenn keine plinianischen Eruptionen zu erwarten sind, können doch auch Peléanische Eruptionen möglicherweise große Mengen an Vulkanasche erzeugen, welche die nahegelegenen Dörfer beeinflussen könnten. Aschewolken von den Vulkanen können hunderte Meter in die Atmosphäre aufsteigen und zu einer ernsthaften Gefahr für den Luftverkehr werden.
Die instabile Formation von The Barrier hat in der Vergangenheit mehrfach Schuttströme im Gebiet unterhalb des Sees verursacht; der jüngste bildete 1855–56 ein riesiges mit Felsen übersätes Feld, welches dem Rubble Creek (dt. etwa Geröll-Bach) seinen Namen gab. Befürchtungen über die Instabilität von The Barrier aufgrund vulkanischer oder tektonischer Ereignisse oder schwerer Regenfälle veranlassten die Provinzregierung 1981, das Gebiet unmittelbar unterhalb der Felsen als für die menschliche Besiedlung zu unsicher einzustufen. Dies führte zur Evakuierung des nahegelegenen Dorfes Garibaldi und zur Umsiedlung der Einwohner in neue Wohngebiete abseits der Gefahrenzone. Sollte The Barrier komplett zusammenstürzen, würde sich der Garibaldi Lake komplett in die flussab gelegenen Cheakamus River und Squamish River entleeren, was auch eine massive Zerstörung der Stadt Squamish zur Folge hätte sowie eine Flutwelle im Howe Sound auslösen würde, die bis nach Vancouver Island reichte.